# Rankin River
Rankin River är ett vattendrag i Kanada.   Det ligger i provinsen Ontario, i den sydöstra delen av landet, 400 km väster om huvudstaden Ottawa.
I omgivningarna runt Rankin River växer i huvudsak blandskog. Runt Rankin River är det ganska glesbefolkat, med 38 invånare per kvadratkilometer.